# Francoa sonchifolia
Classification APG III (2009)
Espèce
Francoa sonchifolia est une espèce de plantes vivaces de la famille des Francoaceae originaire du Chili.
Elle se caractérise par une rosette basale de feuilles pétiolées alternes et de grandes hampes florales pouvant atteindre un mètre de haut.

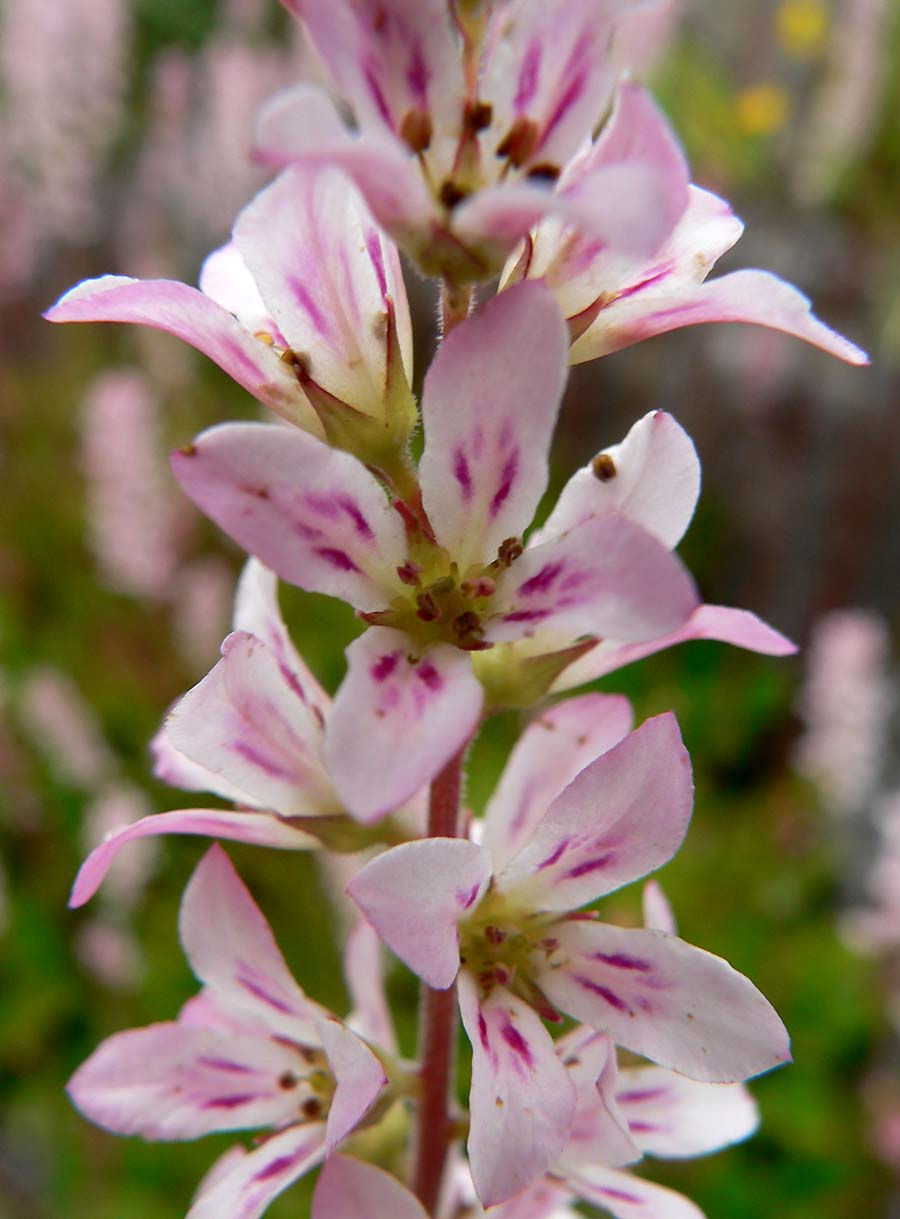
Détail des fleurs de Francoa sonchifolia.